# Фенуйе (Верхняя Гаронна)
Фенуйе́ (фр. Fenouillet, окс. Fenolhet) — коммуна во Франции, находится в регионе Юг — Пиренеи. Департамент — Верхняя Гаронна. Входит в состав кантона Тулуза-14. Округ коммуны — Тулуза.
Код INSEE коммуны — 31182.

## География

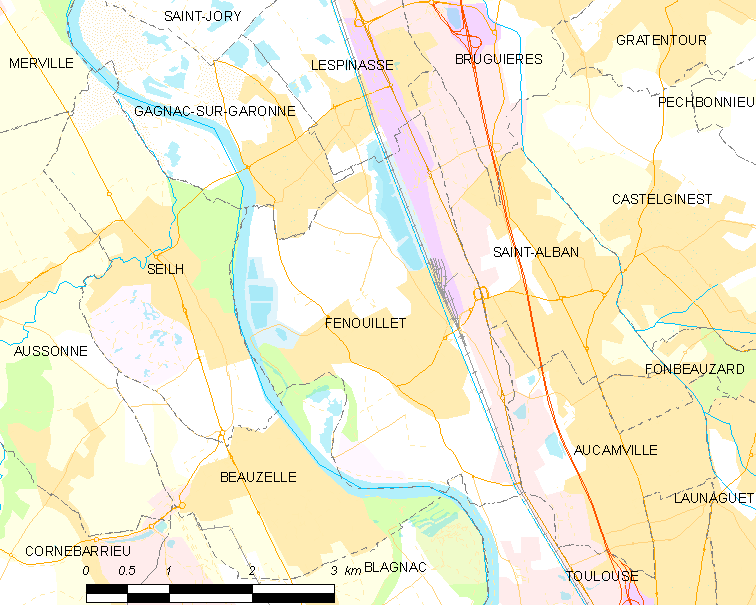
Карта коммуны

Коммуна расположена приблизительно в 580 км к югу от Парижа, в 10 км к северо-западу от Тулузы.
На западе коммуны протекает река Гаронна.

## Климат
Климат умеренно-океанический. Зима мягкая и снежная, весна характеризуется сильными дождями и грозами, лето сухое и жаркое, осень солнечная. Преобладают сильные юго-восточные и северо-западные ветры.

## Население
Население коммуны на 2010 год составляло 5166 человек.
| 1962 | 1968 | 1975 | 1982 | 1990 | 1999 | 2010 |
| ---- | ---- | ---- | ---- | ---- | ---- | ---- |
| 1792 | 2133 | 2954 | 2928 | 3426 | 4030 | 5166 |

## Администрация
| Период | Период | Фамилия      | Партия                                             | Примечания |
| ------ | ------ | ------------ | -------------------------------------------------- | ---------- |
| 1971   | 1989   | Жак Роллан   |                                                    |            |
| 1989   | 2008   | Жиль Брокер  | Социалистическая партия → Демократическое движение |            |
| 2008   | 2014   | Клоди Маркос | Социалистическая партия                            |            |
| 2014   | 2020   | Жиль Брокер  | Союз за народное движение                          |            |

## Экономика
В 2010 году среди 3454 человек трудоспособного возраста (15—64 лет) 2636 были экономически активными, 818 — неактивными (показатель активности — 76,3 %, в 1999 году было 70,7 %). Из 2636 активных жителей работали 2369 человек (1214 мужчин и 1155 женщин), безработных было 267 (124 мужчины и 143 женщины). Среди 818 неактивных 273 человека были учениками или студентами, 261 — пенсионерами, 284 были неактивными по другим причинам.

## Достопримечательности
- Церковь Св. Медарда

## Фотогалерея

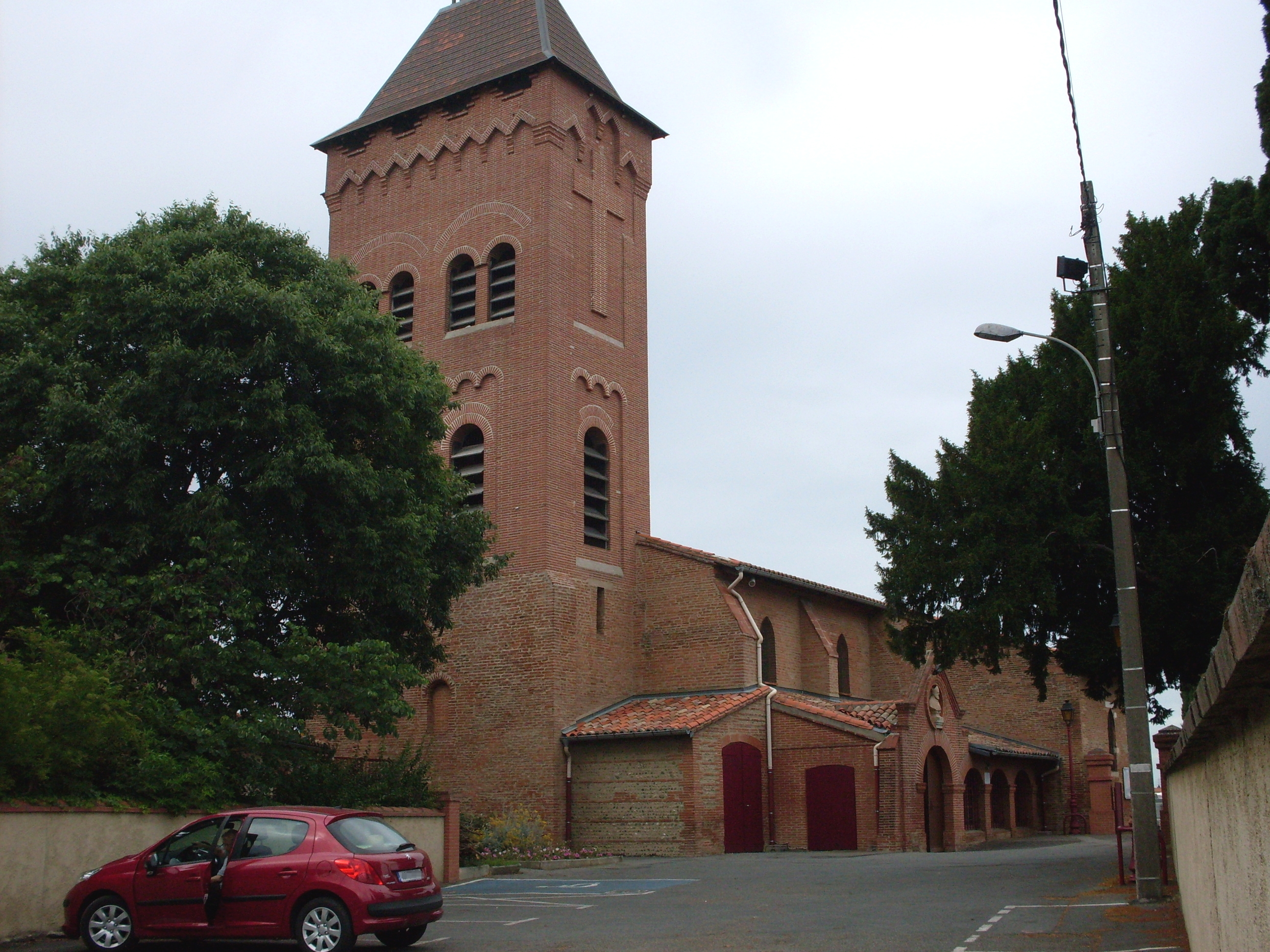
Церковь Св. Медарда
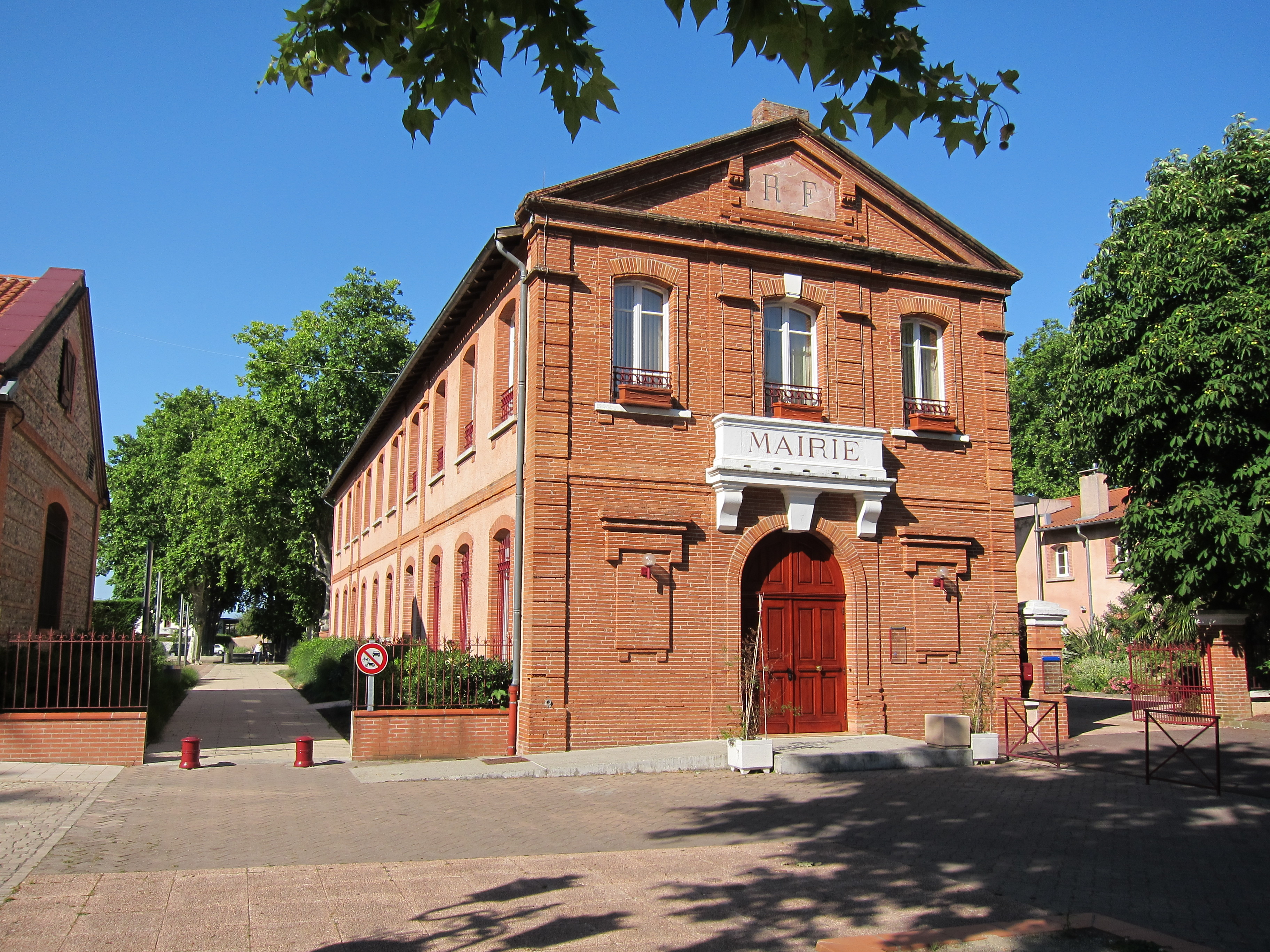
Мэрия
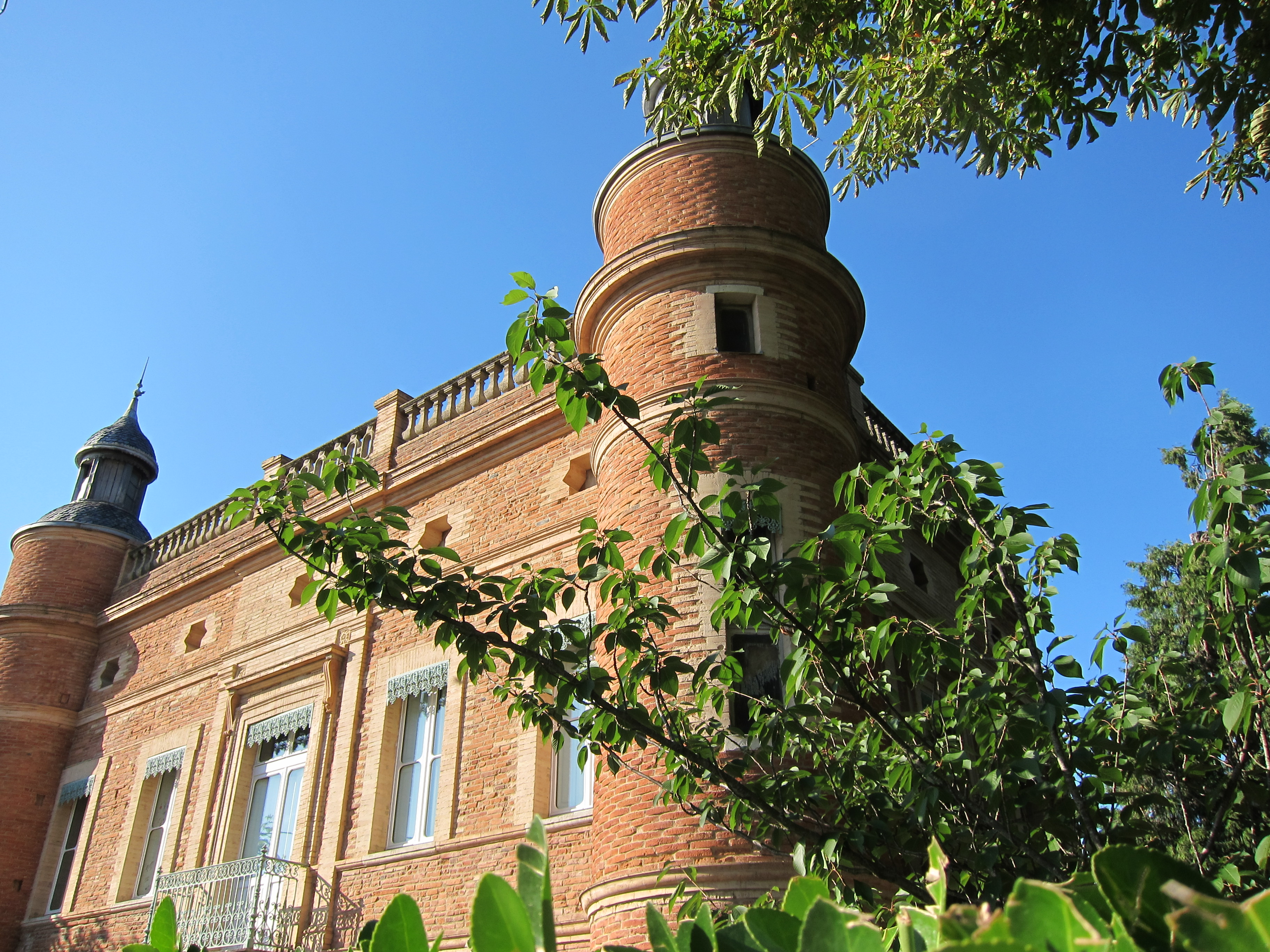
Особняк
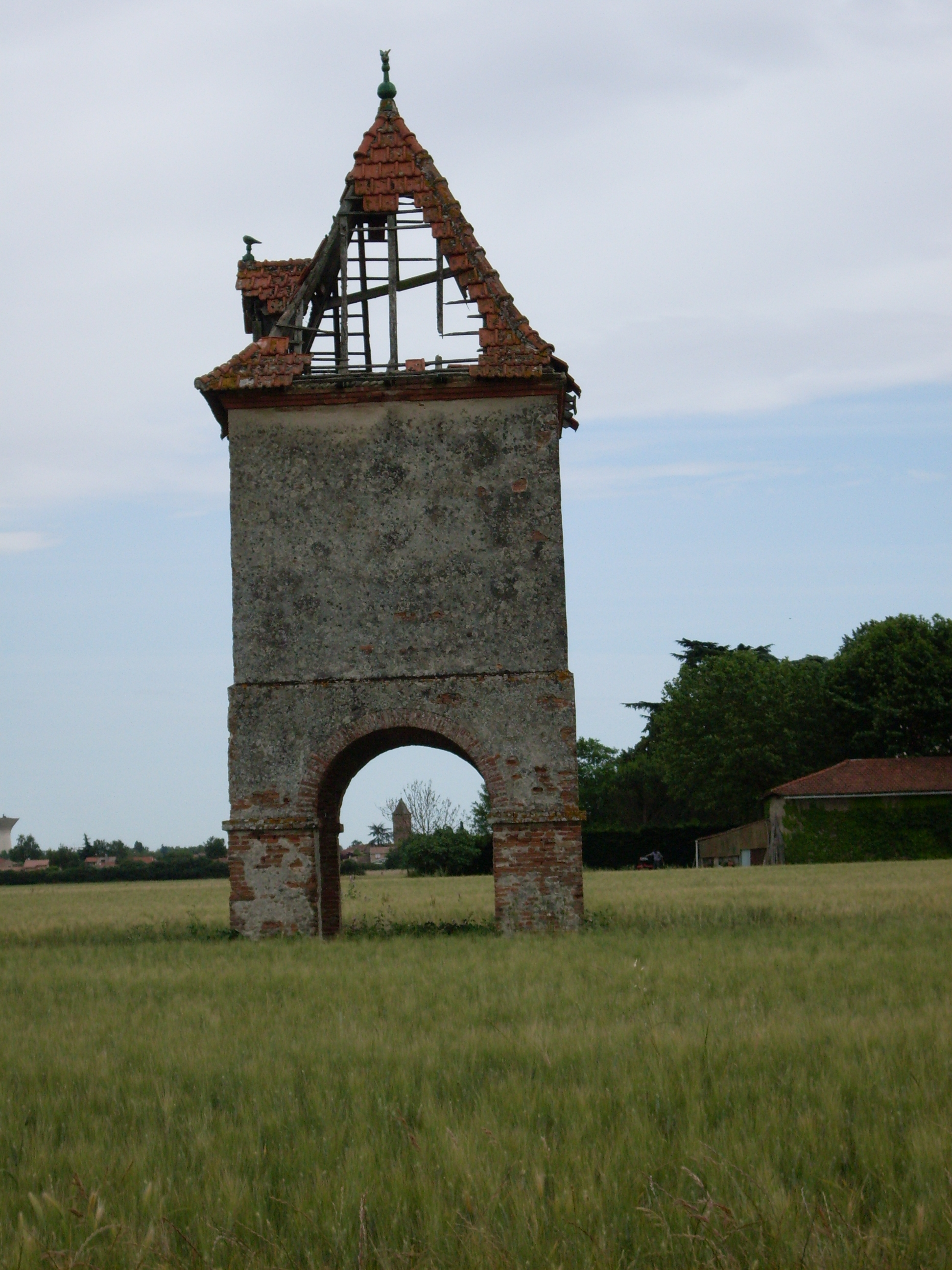
Голубятня
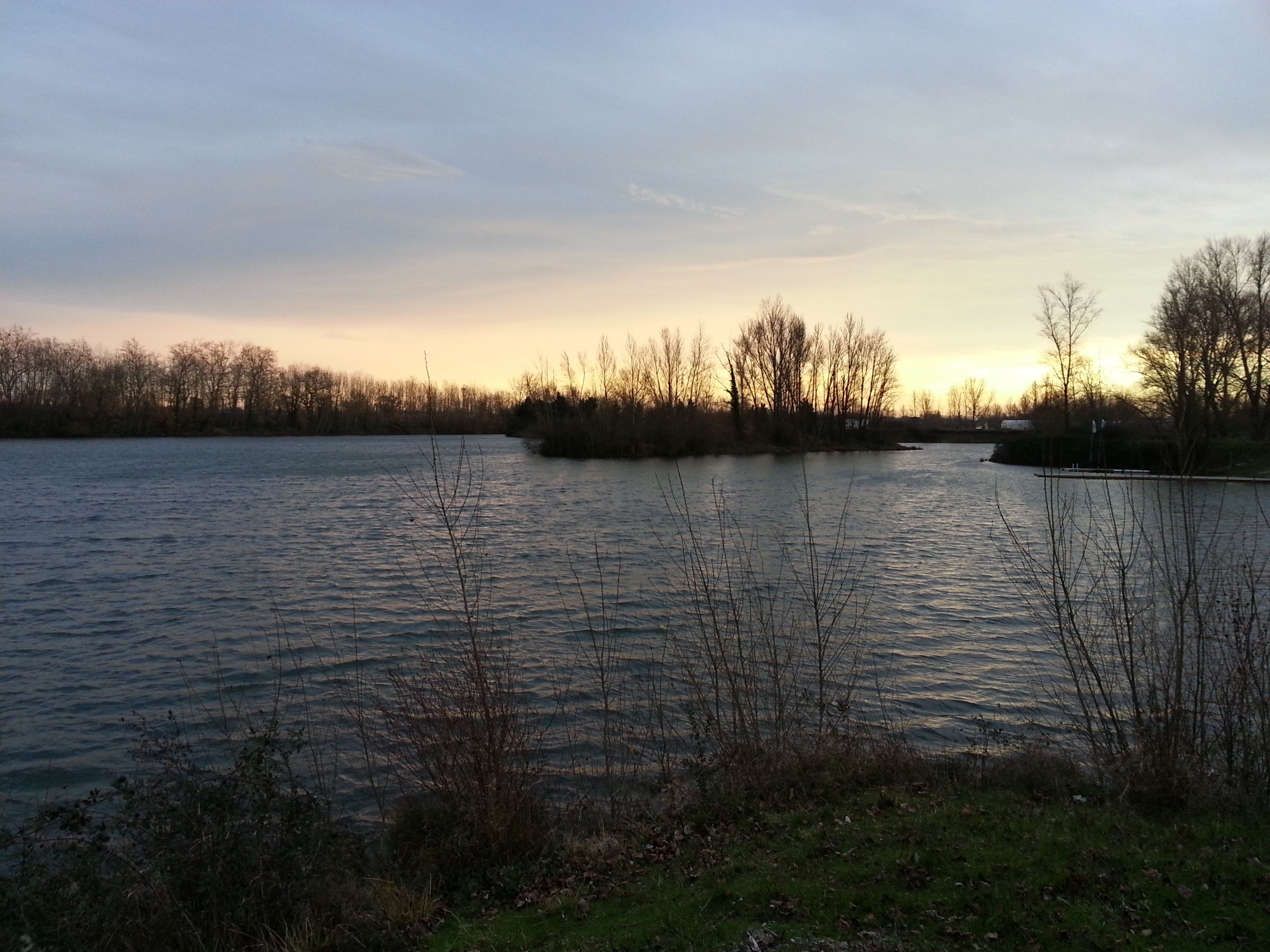
Озеро